# Lophichthyidae
Lophichthyidae é uma família de peixes actinopterígeos pertencentes à ordem Lophiiformes.